# I. Cidantasz hettita király

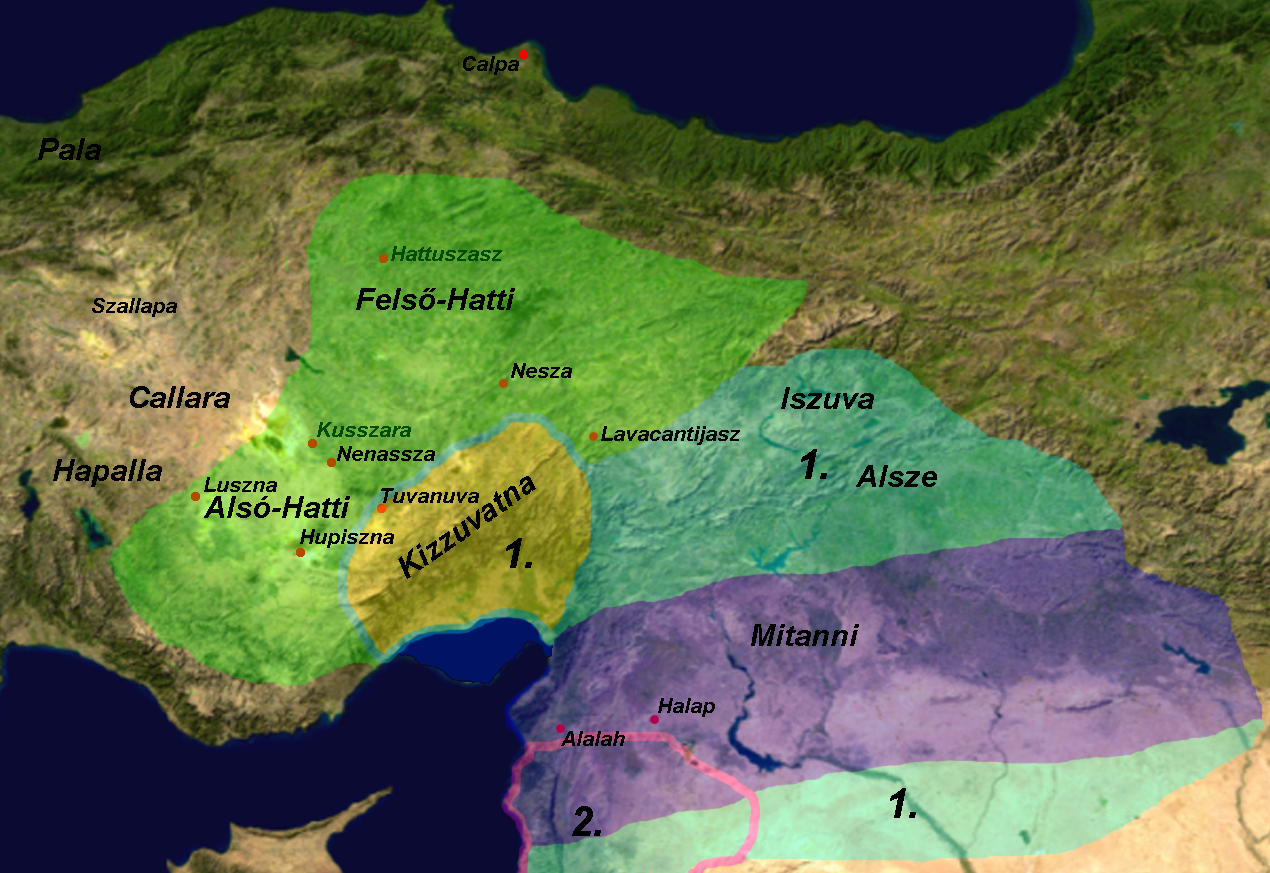
Az I. Murszilisz halálát követő időszak. Jelmagyarázat: zöld: hettita övezet, kék: Mitanni, piros: Egyiptom. 1: Mitanni térnyerése Murszilisz után, 2: Egyiptom II. Thotmesz idején

I. Cidantasz (vagy Zidanta, illetve Zidantaš) ismeretlen származású hettita király, elődjének, I. Hantilisznak veje, (...)-szaltasz hercegnő férje. Cidantasz a fennmaradt feliratok szerint (Telepinusz feliratai) már Hantiliszt is segítette I. Murszilisz meggyilkolásában, majd megölte apósát is a sógorával, Piszenisszel együtt, és maga ült a trónra.
Ezen kívül csak annyi ismert még vele kapcsolatban, hogy végül a saját fia, Ammunasz őt is meggyilkolta. Cidantasz leánya, Isztaparijasz volt a későbbi Telepinusz király felesége.

## Külső hivatkozások
- Hittites.info

| Előző uralkodó: I. Hantilisz | hettita király i. e. 1496-1486 körül | Következő uralkodó: Ammunasz |